# Rockin' Around the Christmas Tree
«Rockin’ Around The Christmas Tree» es un sencillo de la cantante estadounidense Brenda Lee, incluida en el álbum Merry Christmas from Brenda Lee (1964). La canción fue escrita por ella misma cuando solamente tenía 13 años de edad y la grabó con 20 años de edad.

## Composición
A pesar de su voz que suena madura, Lee grabó esta canción cuando solo tenía trece años. A pesar de la declaración de la canción de un sonido de rock and roll, su instrumentación también se ajusta al género de música country, que Lee abrazó más plenamente a medida que su carrera evolucionó. La grabación cuenta con Hank Garland y Harold Bradley en la guitarra, Floyd Cramer en el piano, Boots Randolph en el saxo, Bob Moore en el bajo y el veterano jugador de la sesión Buddy Harman en la batería. La canción está escrita en la clave de Si bemol mayor.

## Clásico
Según los años fueron pasando, esta canción se fue convirtiendo en un clásico navideño, reflejado en sus reentradas en listas la mayoría de las navidades desde su lanzamiento en el Billboard Hot 100 y por la fama que esta canción recibe todos los años en los servicios de streaming como en Spotify que todas las navidades consigue reentrar en el Top 50 Global de Spotify con una media de más de 2 000 000 de reproducciones diarias y en otros servicios como el de las descargas que consigue reentrar en la listas de las más descargadas de iTunes o Play Store, ya que la canción expresa la unión familiar y como se viven las navidades desde «el punto de vista de un árbol navideño». En 2020, la canción alcanzó el puesto 4 en la UK Singles Chart, su posición más alta desde 1963.
Su gran popularidad también se debe a la aparición de esta en películas con ambiente navideños en las que destaca Home Alone.

## Versiones
Una versión instrumental de la canción aparece como música de fondo en el especial de televisión ; Rudolph the Red-Nosed Reindeer (1964), que presentaba exclusivamente música escrita por Marks. Se puede escuchar en la escena en la que Rudolph llega por primera vez a los Juegos de renos y se encuentra con otro reno llamado Fireball. Una versión completamente cantada de la canción aparecería más tarde en la secuela de Rankin-Bass en 1979, Rudolph y Frosty's Christmas en julio. La canción también se usó en la película de 1990 Home Alone durante una escena en la que Kevin McCallister finge que se celebra una fiesta en su casa y desalienta a los ladrones de robarla.
Una versión del cantante canadiense Justin Bieber se lanzó en Amazon Music el 12 de noviembre de 2020.  Un año después, el 29 de octubre de 2021, se lanzó en plataformas de transmisión de todo el mundo como sencillo oficial. 

## Letra
En la letra, Brenda describe a una familia alrededor del árbol de Navidad, que lo está pasando bien y celebran juntos las navidades, a lo largo de la canción, se puede notar como las fiestas avanzan y dicha familia sigue alrededor del árbol, disfrutando del espíritu navideño y celebrando una época clara de unión paz y amistad.

## Charts
| Lista (1958–2024)                         | Alta posición |
| ----------------------------------------- | ------------- |
| Alemania (Offizielle Deutsche Charts)     | 4             |
| Australia (ARIA)                          | 2             |
| Austria (Ö3 Austria Top 40)               | 3             |
| Canadá (Canadian Hot 100)                 | 1             |
| Corea del Sur (Circle)                    | 167           |
| Croacia (Billboard)                       | 9             |
| Croacia (HRT)                             | 27            |
| Dinamarca (Tracklisten)                   | 16            |
| Emiratos Árabes Unidos (IFPI)             | 3             |
| Escocia (Scottish Singles Sales Chart)    | 46            |
| Eslovaquia (Singles Digitál Top 100)      | 2             |
| España (Top 100 Canciones)                | 25            |
| Estados Unidos (Billboard Hot 100)        | 1             |
| Estados Unidos (Adult Contemporary)       | 16            |
| US Holiday 100 (Billboard)                | 1             |
| Estados Unidos (Hot Country Songs)        | 62            |
| Estados Unidos Rolling Stone Top 100      | 2             |
| Estonia (Eesti Ekspress)                  | 19            |
| Finlandia (OFC)                           | 6             |
| Francia (SNEP)                            | 4             |
| Global 200 (Billboard)                    | 2             |
| Grecia (IFPI)                             | 2             |
| Hungría (Single Top 40)                   | 2             |
| Hungría (Stream Top 40)                   | 2             |
| Irlanda (IRMA)                            | 3             |
| Islandia (Plötutíðindi)                   | 9             |
| Italia (FIMI)                             | 7             |
| Japón Hot Overseas (Billboard Japan)      | 15            |
| Letonia (LAIPA)                           | 2             |
| Lituania (AGATA)                          | 1             |
| Luxemburgo (Billboard)                    | 2             |
| Noruega (VG-lista)                        | 9             |
| Nueva Zelanda (Recorded Music NZ)         | 1             |
| Países Bajos (Mega Single Top 100)        | 3             |
| Polonia (Polish Streaming Top 100)        | 3             |
| Portugal (AFP)                            | 4             |
| República Checa (Singles Digitál Top 100) | 5             |
| Reino Unido (UK Singles Chart)            | 4             |
| Rumania Romania Songs (Billboard)         | 15            |
| Singapur (RIAS)                           | 8             |
| Sudáfrica (RISA)                          | 47            |
| Suecia (Sverigetopplistan)                | 3             |
| Suiza (Schweizer Hitparade)               | 3             |
| Vietnam (Vietnam Hot 100)                 | 92            |

| Lista (2020)            | Posición |
| ----------------------- | -------- |
| Hungría (Stream Top 40) | 77       |

| Lista (2021)                     | Posición |
| -------------------------------- | -------- |
| Canadá (Canadian Hot 100)        | 98       |
| Estados Unidos Billboard Hot 100 | 92       |
| Global 200 (Billboard)           | 169      |
| Hungría (Stream Top 40)          | 89       |

| Lista (2022)                     | Posición |
| -------------------------------- | -------- |
| Canadá (Canadian Hot 100)        | 98       |
| Estados Unidos Billboard Hot 100 | 80       |
| Global 200 (Billboard)           | 155      |
| Hungría (Stream Top 40)          | 75       |
| Reino Unido Singles (OCC)        | 75       |

| Lista (2023)                     | Posición |
| -------------------------------- | -------- |
| Canadá (Canadian Hot 100)        | 63       |
| Estados Unidos Billboard Hot 100 | 60       |
| Global 200 (Billboard)           | 146      |
| Reino Unido Singles (OCC)        | 67       |
| Suiza (Schweizer Hitparade)      | 96       |